# Xã Bowman, Quận Cleveland, Arkansas
Xã Bowman (tiếng Anh: Bowman Township) là một xã thuộc quận Cleveland, tiểu bang Arkansas, Hoa Kỳ. Năm 2010, dân số của xã này là 530 người.